# Pordenone Calcio 2014-2015
Questa voce raccoglie le informazioni riguardanti il Pordenone Calcio nelle competizioni ufficiali della stagione 2014-2015.

## Stagione
Nella stagione 2014-2015 il Pordenone ha disputato l'undicesimo campionato di terza serie della sua storia (il primo dal 1964), prendendo parte alla nuova divisione unica istituita dalla Lega Pro.

## Divise e sponsor
Il fornitore ufficiale di materiale tecnico per la stagione 2014-2015 è stato Joma, mentre lo sponsor ufficiale è stato Vitis Rauscedo.
| 1ª divisa | 2ª divisa |

## Organigramma societario
Area direttiva
- Presidente onorario: Giampaolo Zuzzi
- Presidente: Mauro Lovisa
- Direttore generale: Giancarlo Migliorini
- Segretario generale: Roberto Donazzon
- Amministrazione: Daniela Bragagnolo

Area tecnica
- Direttore sportivo: Sergio Pinzin
- Allenatore: Lamberto Zauli (fino al 22 settembre 2014), poi Stefano Daniel[3] (fino al 29 settembre 2014), poi Luciano Foschi[4] (fino al 24 novembre 2014), poi Fabio Rossitto[5]
- Allenatore in seconda: Rodolfo Giorgetti (fino al 22 settembre 2014)[3], poi Stefano Daniel
- Preparatore atletico: Cristian Osgnach
- Preparatore dei portieri: Stefano Marchini
- Collaboratore: Andrea Ceccotto
- Team Manager: Marco Grossi
- Magazziniere: Dino Scottà

Settore giovanile
- Responsabile: Stefano Daniel
- Direttore sportivo: Claudio Canzian
- Allenatore Berretti: Pierantonio Baruzzo

Area sanitaria
- Psicologo dello sport: Ennio Martin
- Massaggiatore: Alessandro Marzotto
- Massofisioterapista: Luigi Zanusso

## Rosa
| N. |                   | Ruolo | Calciatore          |
| -- | ----------------- | ----- | ------------------- |
|    | Italia (bandiera) | P     | Roberto Bazzichetto |
|    | Italia (bandiera) | P     | Gianni Careri       |
|    | Italia (bandiera) | P     | Luca Maniero        |
|    | Italia (bandiera) | D     | Davide Bertolucci   |
|    | Italia (bandiera) | D     | Gaetano Capogrosso  |
|    | Italia (bandiera) | D     | Luca Corrado        |
|    | Italia (bandiera) | D     | Manuel Ferrani      |
|    | Italia (bandiera) | D     | Riccardo Fissore    |
|    | Italia (bandiera) | D     | Tommaso Ghinassi    |
|    | Italia (bandiera) | D     | Emanuele Panzeri    |
|    | Italia (bandiera) | D     | Maurizio Peccarisi  |
|    | Italia (bandiera) | D     | Mattia Placido      |
|    | Italia (bandiera) | D     | Marcello Possenti   |
|    | Italia (bandiera) | D     | Nicholas Pramparo   |
|    | Italia (bandiera) | D     | Daniele Rosania     |
|    | Italia (bandiera) | D     | Davide Salvatori    |
|    | Italia (bandiera) | C     | Manuel Bacher       |
|    | Italia (bandiera) | C     | Matteo Buratto      |
|    | Italia (bandiera) | C     | Gianmarco Conti     |
|    | Italia (bandiera) | C     | Jacopo Fortunato    |

| N. |                    | Ruolo | Calciatore          |
| -- | ------------------ | ----- | ------------------- |
|    | Italia (bandiera)  | C     | Federico Maracchi   |
|    | Italia (bandiera)  | C     | Daniele Mattielig   |
|    | Italia (bandiera)  | C     | Andrea Migliorini   |
|    | Italia (bandiera)  | C     | Gianluca Migliorini |
|    | Italia (bandiera)  | C     | Marco Minsini       |
|    | Italia (bandiera)  | C     | Francesco Uliano    |
|    | Italia (bandiera)  | A     | Riccardo Barbuti    |
|    | Italia (bandiera)  | A     | Riccardo Benatti    |
|    | Croazia (bandiera) | A     | Saša Bjelanović     |
|    | Italia (bandiera)  | A     | Raffaele Franchini  |
|    | Italia (bandiera)  | A     | Alessandro Gatto    |
|    | Italia (bandiera)  | A     | Denis Maccan        |
|    | Italia (bandiera)  | A     | Alberto Paladin     |
|    | Italia (bandiera)  | A     | Filippo Perfetto    |
|    | Italia (bandiera)  | A     | Francesco Potenza   |
|    | Italia (bandiera)  | A     | Riccardo Ravasi     |
|    | Croazia (bandiera) | A     | Marko Šimić         |
|    | Italia (bandiera)  | A     | Daniele Simoncelli  |
|    | Croazia (bandiera) | A     | Emil Zubin          |

## Risultati

### Campionato

#### Girone di andata
| Arbitro: | Pietropaolo (Modena) |

|                              |           |  |
| Ekuban 36’ Salim Ribeiro 89’ | Marcatori |  |

| Arbitro: | Pagliardini (Arezzo) |

|             |           |              |
| Barbuti 13’ | Marcatori | 90’ Magnaghi |

| Arbitro: | Viotti (Tivoli) |

|                                                          |           |                                           |
| Abbruscato 3’, 52’, 80’ Leonarduzzi 30’ Juan Antonio 62’ | Marcatori | 18’ Barbuti 22’, 25’ Maracchi 40’ Paladin |

| Arbitro: | Perotti (Legnano) |

|  |           |                                     |
|  | Marcatori | 61’ Zanella 64’ Nolé 74’ Maistrello |

| Pordenone 20 settembre 2014, ore 14:30 CEST 5ª giornata | Pordenone                   | 0 – 0 referto | Giana Erminio | Stadio Ottavio Bottecchia\| Arbitro: \| Valiante (Nocera Inferiore) \| |
| Arbitro:                                                | Valiante (Nocera Inferiore) |               |               |                                                                        |

| Arbitro: | Bichisecchi (Livorno) |

|                  |           |  |
| Maiorino 3’, 10’ | Marcatori |  |

| Arbitro: | Colosimo (Torino) |

|            |           |  |
| Maccan 90’ | Marcatori |  |

| Arbitro: | Mantelli (Brescia) |

|           |           |  |
| Erpen 82’ | Marcatori |  |

| Arbitro: | Prontera (Bologna) |

|                                    |           |  |
| Cavalli 45’ Marconi 63’ Guazzo 73’ | Marcatori |  |

| Arbitro: | Pillitteri (Palermo) |

|  |           |              |
|  | Marcatori | 32’ Cesarini |

| Arbitro: | Capone (Palermo) |

|                          |           |                  |
| Ganz 37’, 62’ Casoli 78’ | Marcatori | 57’ (rig.) Zubin |

| Arbitro: | Di Martino (Teramo) |

|                     |           |                                    |
| Maccan 7’ Zubin 35’ | Marcatori | 18’, 30’ Guglielmotti 75’ D'Errico |

| Arbitro: | Capilungo (Lecce) |

|                      |           |  |
| Raggio Garibaldi 26’ | Marcatori |  |

| Arbitro: | Baldicchi (Città di Castello) |

|              |           |                                |
| Possenti 82’ | Marcatori | 7’, 55’ Muchetti 21’ Spampatti |

| Arbitro: | Guarino (Caltanissetta) |

|                            |           |  |
| Martin 25’ Fischnaller 71’ | Marcatori |  |

| Arbitro: | Rapuano (Rimini) |

|  |           |          |
|  | Marcatori | 90’ Vita |

| Arbitro: | Fanton (Lodi) |

|                        |           |  |
| Evacuo 9’ González 83’ | Marcatori |  |

| Arbitro: | De Angeli (Abbiategrasso) |

|                |           |                  |
| Migliorini 18’ | Marcatori | 77’ (rig.) Bruno |

| Arbitro: | Caso (Verona) |

|                  |           |                                                   |
| Momentè 19’, 66’ | Marcatori | 9’ Fissore 30’ Maccan 45’ Maracchi 47’ Migliorini |

#### Girone di ritorno
| Arbitro: | Guccini (Albano Laziale) |

|                         |           |  |
| Maracchi 28’ Maccan 77’ | Marcatori |  |

| Arbitro: | Marinelli (Tivoli) |

|                                  |           |  |
| Varano 54’ Bellazzini 68’ (rig.) | Marcatori |  |

| Arbitro: | Schirru (Nichelino) |

|                |           |                |
| Simoncelli 41’ | Marcatori | 17’ Bracaletti |

| Arbitro: | Panarese (Lecce) |

|          |           |  |
| Nolé 47’ | Marcatori |  |

| Arbitro: | Mei (Pesaro) |

|                           |           |  |
| Maccan 76’ Simoncelli 90’ | Marcatori |  |

| Arbitro: | Serra (Torino) |

|                            |           |  |
| Gasbarroni 25’ Solerio 56’ | Marcatori |  |

| Cremona 21 febbraio 2015, ore 16:00 CET 26ª giornata | Cremonese        | 0 – 0 referto | Pordenone | Stadio Giovanni Zini\| Arbitro: \| Andreini (Forlì) \| |
| Arbitro:                                             | Andreini (Forlì) |               |           |                                                        |

| Arbitro: | Proietti (Terni) |

|              |           |  |
| Maracchi 56’ | Marcatori |  |

| Busto Arsizio 4 marzo 2015, ore 19:00 CET 31ª giornata (A) | Pro Patria                | 0 – 0 referto | Pordenone | Stadio Carlo Speroni\| Arbitro: \| Melidoni (Frattamaggiore) \| |
| Arbitro:                                                   | Melidoni (Frattamaggiore) |               |           |                                                                 |

| Arbitro: | Baroni (Firenze) |

|  |           |               |
|  | Marcatori | 20’ Mezavilla |

| Arbitro: | Rasia (Bassano del Grappa) |

|            |           |  |
| Malomo 76’ | Marcatori |  |

| Arbitro: | Guccini (Albano Laziale) |

|                                 |           |                                                           |
| Franchini 6’ (rig.) Fissore 41’ | Marcatori | 23’ Le Noci 36’ (aut.) Placido 54’, 72’ Ganz 89’ Fautario |

| Arbitro: | Di Ruberto (Nocera Inferiore) |

|                               |           |               |
| Migliorini 27’ Bjelanović 36’ | Marcatori | 68’ Trainotti |

| Arbitro: | Mancini (Fermo) |

|  |           |                   |
|  | Marcatori | 89’ (rig.) Maccan |

| Arbitro: | Tardino (Milano) |

|                 |           |  |
| Maccan 12’, 15’ | Marcatori |  |

| Arbitro: | Piscopo (Imperia) |

|             |           |  |
| Pessina 61’ | Marcatori |  |

| Arbitro: | Martinelli (Tivoli) |

|               |           |                   |
| Fortunato 23’ | Marcatori | 59’ (rig.) Evacuo |

| Arbitro: | Pelagatti (Arezzo) |

|              |           |  |
| Cristini 90’ | Marcatori |  |

| Arbitro: | Illuzzi (Molfetta) |

|              |           |  |
| Maracchi 53’ | Marcatori |  |

#### Play-out
| Arbitro: | Dei Giudici (Latina) |

|  |           |                                  |
|  | Marcatori | 45’ Carbonaro 58’ (rig.) Pessina |

| Arbitro: | Rapuano (Rimini) |

|                                                            |           |                                          |
| Torri 30’ Pessina 34’, 73’ (rig.) Bernasconi 70’, 75’, 77’ | Marcatori | 9’ Paladin 20’ (aut.) De Bode 70’ Maccan |

### Coppa Italia Lega Pro

#### Primo turno
| Arbitro: | Bertani (Pisa) |

|                      |           |  |
| Zanetti 19’ Rivi 64’ | Marcatori |  |

| Arbitro: | Maggioni (Lecco) |

|                               |           |                         |
| Bruno 13’, 68’ Dalla Bona 40’ | Marcatori | 23’ Paladin 30’ Placido |

## Statistiche

### Statistiche di squadra
| Competizione          | Punti | In casa | In casa | In casa | In casa | In casa | In casa | In trasferta | In trasferta | In trasferta | In trasferta | In trasferta | In trasferta | Totale | Totale | Totale | Totale | Totale | Totale | DR  |
| Competizione          | Punti | G       | V       | N       | P       | Gf      | Gs      | G            | V            | N            | P            | Gf           | Gs           | G      | V      | N      | P      | Gf     | Gs     | DR  |
| --------------------- | ----- | ------- | ------- | ------- | ------- | ------- | ------- | ------------ | ------------ | ------------ | ------------ | ------------ | ------------ | ------ | ------ | ------ | ------ | ------ | ------ | --- |
| Lega Pro              | 34    | 19      | 7       | 5       | 7       | 20      | 22      | 19           | 2            | 2            | 15           | 10           | 31           | 38     | 9      | 7      | 22     | 30     | 53     | -23 |
| Play-out              | -     | 1       | 0       | 0       | 1       | 0       | 2       | 1            | 0            | 0            | 1            | 3            | 6            | 2      | 0      | 0      | 2      | 3      | 8      | -5  |
| Coppa Italia Lega Pro | -     | -       | -       | -       | -       | -       | -       | 2            | 0            | 0            | 2            | 2            | 5            | 2      | 0      | 0      | 2      | 2      | 5      | -3  |
| Totale                | -     | 20      | 7       | 5       | 8       | 20      | 24      | 22           | 2            | 2            | 18           | 15           | 42           | 42     | 9      | 7      | 26     | 35     | 66     | -31 |

### Statistiche dei giocatori
| Giocatore      | Lega Pro | Lega Pro | Lega Pro    | Lega Pro   | Play-out | Play-out | Play-out    | Play-out   | Coppa Italia Lega Pro | Coppa Italia Lega Pro | Coppa Italia Lega Pro | Coppa Italia Lega Pro | Totale   | Totale | Totale      | Totale     |
| Giocatore      | Presenze | Reti     | Ammonizioni | Espulsioni | Presenze | Reti     | Ammonizioni | Espulsioni | Presenze              | Reti                  | Ammonizioni           | Espulsioni            | Presenze | Reti   | Ammonizioni | Espulsioni |
| -------------- | -------- | -------- | ----------- | ---------- | -------- | -------- | ----------- | ---------- | --------------------- | --------------------- | --------------------- | --------------------- | -------- | ------ | ----------- | ---------- |
| M. Bacher      | 10       | 0        | 0           | 0          | -        | -        | -           | -          | -                     | -                     | -                     | -                     | 10       | 0      | 0           | 0          |
| R. Barbuti     | 18       | 2        | 4           | 0          | -        | -        | -           | -          | 1                     | 0                     | 0                     | 0                     | 19       | 2      | 4           | 0          |
| R. Bazzichetto | 10       | -18      | 0           | 0          | -        | -        | -           | -          | -                     | -                     | -                     | -                     | 10       | -18    | 0           | 0          |
| R. Benatti     | 3        | 0        | 0           | 0          | -        | -        | -           | -          | 2                     | 0                     | 0                     | 0                     | 5        | 0      | 0           | 0          |
| D. Bertolucci  | 18       | 0        | 3           | 0          | 1        | 0        | 0           | 0          | -                     | -                     | -                     | -                     | 19       | 0      | 3           | 0          |
| S. Bjelanović  | 10       | 1        | 2           | 0          | 2        | 0        | 0           | 0          | -                     | -                     | -                     | -                     | 12       | 1      | 2           | 0          |
| M. Buratto     | 21       | 0        | 2           | 0          | 1        | 0        | 0           | 0          | 1                     | 0                     | 0                     | 0                     | 23       | 0      | 2           | 0          |
| G. Capogrosso  | 10       | 0        | 6           | 1          | -        | -        | -           | -          | 2                     | 0                     | 0                     | 0                     | 12       | 0      | 6           | 1          |
| G. Careri      | 24       | -25      | 2           | 0          | -        | -        | -           | -          | 2                     | -5                    | 0                     | 0                     | 26       | -30    | 2           | 0          |
| G. Conti       | 10       | 0        | 1           | 0          | -        | -        | -           | -          | 2                     | 0                     | 2                     | 1                     | 12       | 0      | 3           | 1          |
| M. Ferrani     | 13       | 0        | 3           | 1          | 2        | 0        | 1           | 0          | -                     | -                     | -                     | -                     | 15       | 0      | 4           | 1          |
| R. Fissore     | 24       | 2        | 6           | 1          | 2        | 0        | 0           | 0          | 1                     | 0                     | 0                     | 1                     | 27       | 2      | 6           | 2          |
| J. Fortunato   | 16       | 1        | 4           | 0          | 1        | 0        | 0           | 0          | -                     | -                     | -                     | -                     | 17       | 1      | 4           | 0          |
| R. Franchini   | 15       | 1        | 3           | 0          | 2        | 0        | 1           | 0          | -                     | -                     | -                     | -                     | 17       | 1      | 4           | 0          |
| A. Gatto       | 6        | 0        | 1           | 0          | 1        | 0        | 0           | 0          | -                     | -                     | -                     | -                     | 7        | 0      | 1           | 0          |
| T. Ghinassi    | 16       | 0        | 4           | 0          | 1        | 0        | 1           | 0          | 2                     | 0                     | 0                     | 0                     | 19       | 0      | 5           | 0          |
| D. Maccan      | 31       | 8        | 7           | 1          | 2        | 1        | 2           | 0          | 2                     | 0                     | 0                     | 0                     | 35       | 9      | 9           | 1          |
| L. Maniero     | 5        | -10      | 0           | 0          | 2        | -8       | 0           | 0          | -                     | -                     | -                     | -                     | 7        | -18    | 0           | 0          |
| F. Maracchi    | 30       | 6        | 8           | 0          | 2        | 0        | 1           | 0          | 2                     | 0                     | 0                     | 0                     | 34       | 6      | 9           | 0          |
| D. Mattielig   | 27       | 0        | 12          | 2          | 2        | 0        | 0           | 0          | 1                     | 0                     | 1                     | 0                     | 30       | 0      | 13          | 2          |
| A. Migliorini  | 18       | 3        | 1           | 0          | 2        | 0        | 0           | 0          | 1                     | 0                     | 0                     | 0                     | 21       | 3      | 1           | 0          |
| G. Migliorini  | 15       | 0        | 3           | 0          | -        | -        | -           | -          | 1                     | 0                     | 0                     | 0                     | 16       | 0      | 3           | 0          |
| A. Paladin     | 16       | 1        | 2           | 0          | 1        | 1        | 0           | 0          | 1                     | 1                     | 0                     | 0                     | 18       | 3      | 2           | 0          |
| E. Panzeri     | 5        | 0        | 2           | 0          | -        | -        | -           | -          | -                     | -                     | -                     | -                     | 5        | 0      | 2           | 0          |
| M. Peccarisi   | 11       | 0        | 6           | 1          | -        | -        | -           | -          | -                     | -                     | -                     | -                     | 11       | 0      | 6           | 1          |
| F. Perfetto    | 1        | 0        | 0           | 0          | -        | -        | -           | -          | -                     | -                     | -                     | -                     | 1        | 0      | 0           | 0          |
| E. Pignata     | 1        | 0        | 0           | 0          | -        | -        | -           | -          | -                     | -                     | -                     | -                     | 1        | 0      | 0           | 0          |
| M. Placido     | 25       | 0        | 9           | 1          | 1        | 0        | 0           | 0          | 1                     | 1                     | 0                     | 0                     | 27       | 1      | 9           | 1          |
| M. Possenti    | 11       | 1        | 4           | 2          | -        | -        | -           | -          | -                     | -                     | -                     | -                     | 11       | 1      | 4           | 2          |
| F. Potenza     | 9        | 0        | 0           | 0          | -        | -        | -           | -          | 2                     | 0                     | 0                     | 0                     | 11       | 0      | 0           | 0          |
| N. Pramparo    | 8        | 0        | 1           | 1          | -        | -        | -           | -          | 2                     | 0                     | 1                     | 0                     | 10       | 0      | 2           | 1          |
| R. Ravasi      | 12       | 0        | 1           | 0          | 2        | 0        | 0           | 0          | -                     | -                     | -                     | -                     | 14       | 0      | 1           | 0          |
| D. Rosania     | 22       | 0        | 6           | 0          | 1        | 0        | 1           | 0          | -                     | -                     | -                     | -                     | 23       | 0      | 7           | 0          |
| D. Salvatori   | 11       | 0        | 5           | 0          | -        | -        | -           | -          | -                     | -                     | -                     | -                     | 11       | 0      | 5           | 0          |
| M. Šimić       | 1        | 0        | 0           | 0          | -        | -        | -           | -          | -                     | -                     | -                     | -                     | 1        | 0      | 0           | 0          |
| D. Simoncelli  | 24       | 2        | 9           | 1          | -        | -        | -           | -          | 2                     | 0                     | 0                     | 0                     | 26       | 2      | 9           | 1          |
| F. Uliano      | 9        | 0        | 2           | 0          | -        | -        | -           | -          | 1                     | 0                     | 0                     | 0                     | 10       | 0      | 2           | 0          |
| E. Zubin       | 11       | 2        | 1           | 0          | -        | -        | -           | -          | -                     | -                     | -                     | -                     | 11       | 2      | 1           | 0          |